# Golozinci
Golozinci (mazedonisch Голозинци) ist ein Dorf im zentralen Teil Nordmazedoniens, das zur Gemeinde Čaška gehört. Die nächstgelegene Stadt ist Veles. Durch das Dorf fließt der Topolka-Fluss.

## Geschichte

Lage des Dorfes in der Gemeinde Čaška

Die zwischen den Jahren 1800 und 1820 erbaute orthodoxe Kirche im Dorf ist Jesu Christi, dem Erlöser gewidmet.
In der französischsprachigen Statistik Ethnographie des Vilayets d'Andrinople, de Monastir et de Salonique zählte im Jahr 1873 Golozinci 23 Familien mit 98 Bulgaren auf.
Seine Bewohner bekannten sich zu Beginn des 19. Jahrhunderts in einem Plebiszit zum bulgarischen Exarchats und waren Teil des bulgarischen Millets. Laut der Statistik des Ethnographen Wassil Kantschow aus dem Jahr 1900 zählte Golozinci 220 Einwohner, welche sich als allesamt als Bulgaren deklarierten. Nach den Statistiken des Sekretärs des Exarchats Dimitar Mischew ("La Macedoine et sa Population Chrétienne") im Jahr 1905 lebten in Golozinci 128 bulgarische Exarchisten.
1927 führte der deutsche Forscher Leonhard Schultze Golozinci auf seiner Karte Mazedoniens auf und ordnete es als ein bulgarisch-christliches Dorf ein.
Laut der letzten Volkszählung von 2002 lebten in Golozinci 43 Einwohner, allesamt Mazedonier.

## Persönlichkeiten
- Andon Kjoseto (1855–1953), bulgarischer Revolutionär und Wojwode, bedeutendes Mitglied der WMORO